# Grzybów (Kozienice)
Pour les articles homonymes, voir Grzybów.
Grzybów (prononciation : [ˈɡʐɨbuf]) est un village polonais de la gmina de Magnuszew dans le powiat de Kozienice de la voïvodie de Mazovie dans le centre-est de la Pologne.
Il se situe à environ 3 kilomètres au nord-ouest de Magnuszew (siège de la gmina), 26 kilomètres au nord-ouest de Kozienice (siège du powiat) et à 55 kilomètres au sud-est de Varsovie (capitale de la Pologne).
Le village possède approximativement une population de 280 habitants.

## Histoire
De 1975 à 1998, le village appartenait administrativement à la voïvodie de Radom.